# Sigle automobilistiche internazionali

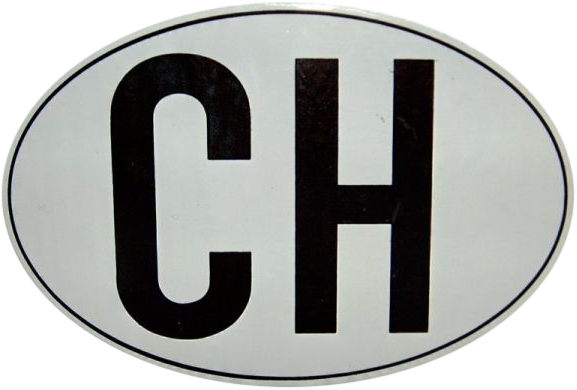
Esempio di ovale internazionale della Confederazione Elvetica

Le sigle automobilistiche internazionali sono in genere riportate su adesivi ovali, con caratteri maiuscoli neri su sfondo bianco, incollati sul retro di autoveicoli e motoveicoli. Le sigle, volte a identificare la provenienza dei veicoli circolanti all'estero, furono introdotte da un accordo stipulato nel 1909 tra dodici Stati europei, compresa l'Italia. Via via adottate da tutti gli altri Paesi, le sigle sono attualmente regolate dalle Nazioni Unite, che le ha incluse nella Convenzione di Vienna sul traffico stradale del 1968, il cui articolo 37 stabilisce che ogni autoveicolo in circolazione internazionale deve recare nella parte posteriore, oltre al proprio numero di immatricolazione, un segno distintivo dello Stato in cui è immatricolato.
Ai sensi del Regolamento CE n. 2411/98 del 3 novembre 1998 del Consiglio europeo, relativo al riconoscimento intracomunitario del segno distintivo dello Stato membro di immatricolazione dei veicoli a motore e dei loro rimorchi, gli Stati membri dell'Unione europea, dal 1999 «riconoscono il segno distintivo dello Stato membro di immatricolazione esposto all'estremità sinistra della Targa d'immatricolazione» conforme alle direttive europee come «equivalente a qualsiasi altro segno distintivo da essi riconosciuto al fine dell'identificazione dello Stato di immatricolazione del veicolo». Tale norma si applica esclusivamente ai veicoli immatricolati negli Stati membri e circolanti nell'UE.

## Elenco delle sigle in uso
I codici contrassegnati con l'asterisco non sono ufficiali.
| Sigla | Stato                                                | Sigla      | Stato                                                                          |
| ----- | ---------------------------------------------------- | ---------- | ------------------------------------------------------------------------------ |
| A     | Austria                                              | AFG        | Afghanistan                                                                    |
| AG*   | Antigua e Barbuda                                    | AL         | Albania                                                                        |
| AM    | Armenia                                              | AND        | Andorra                                                                        |
| ANG   | Angola                                               | ARU*, AUA* | Aruba                                                                          |
| AUS   | Australia                                            | AX*        | Isole Åland (ufficialmente FIN)                                                |
| AXA*  | Anguilla                                             | AZ         | Azerbaigian                                                                    |
| B     | Belgio                                               | BD         | Bangladesh                                                                     |
| BDS   | Barbados                                             | BF         | Burkina Faso                                                                   |
| BG    | Bulgaria                                             | BH         | Belize                                                                         |
| BHT*  | Bhutan                                               | BIH        | Bosnia ed Erzegovina                                                           |
| BOL   | Bolivia                                              | BQ         | Bonaire, Sint Eustatius                                                        |
| BR    | Brasile                                              | BRN        | Bahrein                                                                        |
| BRU   | Brunei                                               | BS         | Bahamas                                                                        |
| BVI   | Isole Vergini Britanniche                            | BW         | Botswana                                                                       |
| BY    | Bielorussia (Byelarus)                               | C          | Cuba                                                                           |
| CAM   | Camerun                                              | CDN        | Canada                                                                         |
| CGO   | RD del Congo                                         | CH         | Svizzera (Confoederatio Helvetica)                                             |
| CHN*  | Cina                                                 | CI         | Costa d'Avorio (Côte d'Ivoire)                                                 |
| CL    | Sri Lanka (ex Ceylon)                                | CO         | Colombia                                                                       |
| COM*  | Comore                                               | CR         | Costa Rica                                                                     |
| CV*   | Capo Verde                                           | CW         | Curaçao                                                                        |
| CY    | Cipro (Cyprus)                                       | CZ         | Rep. Ceca                                                                      |
| D     | Germania (Deutschland)                               | DJI*       | Gibuti (Djibouti)                                                              |
| DK    | Danimarca (Denmark)                                  | DOM        | Rep. Dominicana                                                                |
| DY    | Benin                                                | DZ         | Algeria (Al Djazair)                                                           |
| E     | Spagna                                               | EAK        | Kenya                                                                          |
| EAT   | Tanzania                                             | EAU        | Uganda                                                                         |
| EAZ   | Zanzibar                                             | EC         | Ecuador                                                                        |
| ER    | Eritrea                                              | ES         | El Salvador                                                                    |
| EST   | Estonia                                              | EG         | Egitto                                                                         |
| ETH   | Etiopia                                              | F          | Francia                                                                        |
| FIN   | Finlandia                                            | FJI        | Figi                                                                           |
| FK*   | Forvik (ufficialmente UK)                            | FL         | Liechtenstein (Fürstentum Liechtenstein)                                       |
| FO    | Fær Øer                                              | FSM*       | Micronesia                                                                     |
| G     | Gabon                                                | GBA        | Alderney (Great Britain - Alderney)                                            |
| GBG   | Guernsey (Great Britain - Guernsey)                  | GBJ        | Jersey (Great Britain - Jersey)                                                |
| GBM   | Isola di Man (Great Britain - Man)                   | GBZ        | Gibilterra (Great Britain - Gibraltar)                                         |
| GCA   | Guatemala                                            | GE         | Georgia                                                                        |
| GH    | Ghana                                                | GQ*        | Guinea Equatoriale                                                             |
| GR    | Grecia                                               | GUY        | Guyana                                                                         |
| H     | Ungheria (Hungary)                                   | HK         | Hong Kong                                                                      |
| HKJ   | Giordania (Hashemite Kingdom of Jordan)              | HN         | Honduras                                                                       |
| HR    | Croazia                                              | I          | Italia                                                                         |
| IL    | Israele                                              | IND        | India                                                                          |
| IR    | Iran                                                 | IRL        | Irlanda                                                                        |
| IRQ   | Iraq                                                 | IS         | Islanda                                                                        |
| J     | Giappone                                             | JA         | Giamaica                                                                       |
| K     | Cambogia (Kâmpŭchéa)                                 | KG         | Kirghizistan                                                                   |
| KIR*  | Kiribati                                             | KN*        | Groenlandia (Kallaallit Nunaat, ufficialmente DK)                              |
| KP*   | Corea del Nord (Korea, Democratic People’s Republic) | KSA        | Arabia Saudita (Kingdom of Saudi-Arabia)                                       |
| KWT   | Kuwait                                               | KZ         | Kazakistan                                                                     |
| L     | Lussemburgo                                          | LAO        | Laos                                                                           |
| LAR   | Libia (Libyan Arab Republic)                         | LB         | Liberia                                                                        |
| LS    | Lesotho                                              | LT         | Lituania                                                                       |
| LV    | Lettonia (Latvija)                                   | M          | Malta                                                                          |
| MA    | Marocco                                              | MAL        | Malaysia                                                                       |
| MC    | Monaco                                               | MD         | Moldavia                                                                       |
| MEX   | Messico                                              | MH*        | Isole Marshall                                                                 |
| MNE   | Montenegro                                           | MNG        | Mongolia                                                                       |
| MO    | Macao                                                | MOC        | Mozambico (Moçambique)                                                         |
| MS    | Mauritius                                            | MV*        | Maldive                                                                        |
| MW    | Malawi                                               | MYA        | Birmania (Myanmar)                                                             |
| N     | Norvegia                                             | NA         | Antille Olandesi (Netherlands Antilles)                                        |
| NAM   | Namibia                                              | NAU        | Nauru                                                                          |
| NEP   | Nepal                                                | NGR        | Nigeria                                                                        |
| NIC   | Nicaragua                                            | NL         | Paesi Bassi                                                                    |
| NMK   | Macedonia del Nord                                   | NZ         | Nuova Zelanda                                                                  |
| OM*   | Oman                                                 | P          | Portogallo                                                                     |
| PA    | Panama                                               | PAL*       | Palau                                                                          |
| PE    | Perù                                                 | PK         | Pakistan                                                                       |
| PL    | Polonia                                              | PMR*       | Transnistria (Pridnestrovian Moldavian Republic, ufficialmente MD)             |
| PNG   | Papua Nuova Guinea                                   | PRI*       | Porto Rico (ufficialmente USA)                                                 |
| PS*   | Palestina                                            | PY         | Paraguay                                                                       |
| Q     | Qatar                                                | RA         | Argentina (República Argentina)                                                |
| RC    | Taiwan (Republic of China)                           | RCA        | Rep. Centrafricana                                                             |
| RCB   | Rep. del Congo                                       | RCH        | Cile (República de Chile)                                                      |
| RG    | Guinea                                               | RGB*       | Guinea-Bissau                                                                  |
| RH    | Haiti                                                | RI         | Indonesia                                                                      |
| RIM   | Mauritania (République Islamique de Mauritanie)      | RKS        | Kosovo (Republic of Kosovo)                                                    |
| RL    | Libano (République Libanaise)                        | RM         | Madagascar                                                                     |
| RMM   | Mali                                                 | RN         | Niger                                                                          |
| RO    | Romania                                              | ROK        | Corea del Sud (Republic of Korea)                                              |
| RP    | Filippine (Republic of the Philippines)              | RSM        | San Marino                                                                     |
| RU    | Burundi                                              | RUS        | Russia                                                                         |
| RWA   | Ruanda                                               | S          | Svezia                                                                         |
| SCN*  | Saint Kitts e Nevis (Saint Christophe et Niévès)     | SD         | eSwatini                                                                       |
| SGP   | Singapore                                            | SK         | Slovacchia (Slovakia)                                                          |
| SLO   | Slovenia                                             | SME        | Suriname                                                                       |
| SN    | Senegal                                              | SO         | Somalia                                                                        |
| SOL*  | Isole Salomone                                       | SRB        | Serbia                                                                         |
| SSD*  | Sudan del Sud                                        | STP*       | São Tomé e Príncipe                                                            |
| SUD   | Sudan                                                | SX         | Sint Maarten                                                                   |
| SY    | Seychelles                                           | SYR        | Siria                                                                          |
| T     | Thailandia                                           | TCH        | Ciad                                                                           |
| TG    | Togo                                                 | TJ         | Tagikistan                                                                     |
| TL*   | Timor Est (Timor-Leste)                              | TM         | Turkmenistan                                                                   |
| TN    | Tunisia                                              | TON*       | Tonga                                                                          |
| TR    | Turchia                                              | TT         | Trinidad e Tobago                                                              |
| TUV*  | Tuvalu                                               | UA         | Ucraina                                                                        |
| UAE   | Emirati Arabi Uniti                                  | UK         | Regno Unito (United Kingdom)                                                   |
| USA   | Stati Uniti                                          | UY         | Uruguay                                                                        |
| UZ    | Uzbekistan                                           | V          | Città del Vaticano                                                             |
| VN    | Vietnam                                              | VU*        | Vanuatu                                                                        |
| WAG   | Gambia                                               | WAL        | Sierra Leone                                                                   |
| WD    | Dominica (Windward Islands - Dominica)               | WG         | Grenada (Windward Islands - Grenada)                                           |
| WL    | Saint Lucia (Windward Islands - Saint Lucia)         | WS         | Samoa                                                                          |
| WSA*  | Sahara Occidentale                                   | WV         | Saint Vincent e Grenadine (Windward Islands - Saint Vincent and the Grenadine) |
| YMN   | Yemen                                                | YV         | Venezuela                                                                      |
| Z     | Zambia                                               | ZA         | Sudafrica (Zuid-Afrika)                                                        |
| ZW    | Zimbabwe                                             |            |                                                                                |

## Sigle obsolete
| Sigla | Stato e note |
| ----- | --- |
| ADN   | Aden dal 1938 al 1967, Yemen del Sud dal 1967 al 1990                                                                                       |
| BA    | Birmania (Burma): anni '50 |
| BI    | India Britannica (British India): fino al 1947                                                                                              |
| BL    | Basotholand: fino al 1966 |
| BP    | Bechuanaland: fino al 1966 |
| BUR   | Birmania (Burma): dagli anni '60; nel 1995 cambiata in MYA (Myanmar)                                                                        |
| CB    | Congo belga: fino al 1960 |
| CS    | Cecoslovacchia: fino al 1993 |
| CU    | Curaçao: cambiata in CW (anno del cambiamento: sconosciuto)                                                                                 |
| DDR   | Germania Est (Deutsche Demokratische Republik): fino al 1990                                                                                |
| EA    | Kenya, Uganda, Zanzibar, Tanganica, Nyasaland, Rhodesia Settentrionale (East Africa): anni '30                                              |
| EIR   | Irlanda (Éire): dal 1938; nel 1962 cambiata in IRL                                                                                          |
| EQ    | Ecuador (Équateur in francese): nel 1962 cambiata in EC                                                                                     |
| EW    | Estonia (Eesti Vabariik): nel 1994 cambiata in EST                                                                                          |
| FM    | Federazione della Malesia: dal 1948 al 1957                                                                                                 |
| FR    | Fær Øer: nel 1996 cambiata in FO |
| GB    | Regno Unito (Great Britain): dal 28 settembre 2021 cambiata in UK                                                                           |
| GBY   | Malta (Great Britain - Malta): nel 1967 cambiata in M                                                                                       |
| HV    | Alto Volta (Haute-Volta): nel 1978 cambiata in RHV                                                                                          |
| IN    | Indie orientali olandesi: fino al 1949 |
| JOR   | Giordania (Jordanie): nel 1966 cambiata in HKJ                                                                                              |
| KH    | Cambogia (Kâmpŭchéa): nel 1956 cambiata in K                                                                                                |
| KS    | Kirghizistan: ad agosto del 2016 cambiata in KG                                                                                             |
| LSA   | Siria e Libano: fino al 1946 |
| M     | Mandato della Palestina: fino al 1948 |
| ME    | Marocco spagnolo: fino al 1956 |
| MGL   | Mongolia: nel 2002 cambiata in MNG |
| MK    | Macedonia: a marzo del 2019 cambiata in NMK (Macedonia del Nord)                                                                            |
| MLD   | Moldavia: nel 1993 cambiata in MD |
| MT    | Tangeri: fino al 1956 |
| NF    | Dominion di Terranova (Newfoundland): fino al 1949                                                                                          |
| NIG   | Niger: nel 1977 cambiata in RN |
| NP    | Nyasaland (Nyasaland Protectorate): fino al 1964                                                                                            |
| NR    | Rhodesia Settentrionale (Northern Rhodesia): fino al 1964                                                                                   |
| PAK   | Pakistan: nel 1986 cambiata in PK |
| PAN   | Angola (Portuguese Angola): nel 1957 cambiata in P                                                                                          |
| PI    | Filippine (Pilipinas): nel 1975 cambiata in RP                                                                                              |
| PTM   | Malaysia (Perseketuan Tanah Melayu): dal 1957; nel 1967 cambiata in MAL                                                                     |
| R     | Romania: nel 1981 cambiata in RO |
| RB    | Botswana (Republic of Botswana): nel 2003 cambiata in BW                                                                                    |
| RCL   | Congo-Kinshasa (République du Congo Léopoldville): nel 1973 cambiata in ZR                                                                  |
| RHV   | Alto Volta (République du Haute-Volta) dal 1978: cambiata in BF (Burkina Faso) nel 1984                                                     |
| RNR   | Rhodesia Settentrionale (Republic of Northern Rhodesia): nel 1966 cambiata in Z (Zambia)                                                    |
| ROU   | Uruguay (Republica Oriental del Uruguay) dal 1981: cambiata in UY nel 2012 adottando il sistema unificato in tutto il Paese                 |
| RSR   | Rhodesia (Republic of Southern Rhodesia): nel 1979 cambiata in ZW (Zimbabwe)                                                                |
| RT    | Togo (Republic of Togo): nel 1973 cambiata in TG                                                                                            |
| RUC   | Camerun (République Unie du Cameroun) dal 1975: cambiata in CAM nel 1984                                                                    |
| SA    | Arabia Saudita: nel 1973 cambiata in KSA |
| SCG   | Serbia e Montenegro (Srbija i Crna Gora): dal 2003 al 2006                                                                                  |
| SE    | Irlanda (Saorstát Éireann): fino al 1938 |
| SF    | Finlandia (Suomi-Finland): nel 1993 cambiata in FIN                                                                                         |
| SNB   | Borneo settentrionale britannico: fino a ottobre 1963                                                                                       |
| SP    | Somalia britannica: fino al 1960 |
| SQ    | Slovacchia (Slovaquie in francese): nel 1993 cambiata in SK dopo essere stata utilizzata per pochi mesi                                     |
| SR    | Rhodesia Meridionale (Southern Rhodesia): fino al 1964                                                                                      |
| SS    | Stabilimenti dello Stretto (Straits Settlements): fino al 1946                                                                              |
| SU    | Unione Sovietica: fino al 1992 |
| SWA   | Africa del Sud-Ovest (South West Africa): nel 1990 cambiata in NAM (Namibia)                                                                |
| TC    | Camerun (Trust de Cameroon): nel 1975 cambiata in RUC                                                                                       |
| TD    | Trinidad e Tobago: anni '30 |
| TD    | Tagikistan (Tadjikistan): nel 1995 cambiata in TJ                                                                                           |
| TMN   | Turkmenistan: nel 1994 cambiata in TM |
| TT    | Togoland francese: fino al 1960 |
| U     | Uruguay: nel 1981 cambiata in ROU |
| WAC   | Costa d'Oro (West Africa Coast): nel 1957 cambiata in GH (Ghana)                                                                            |
| WAN   | Nigeria: nel 1992 cambiata in NGR; fino al 1960 anche Camerun britannico (West Africa Nigeria)                                              |
| YAR   | Yemen (Yemen Arab Republic): nel 1990 cambiata in YMN                                                                                       |
| Y     | Jugoslavia: dal 1938 al 1954 |
| YU    | Jugoslavia (1954-1992) e Repubblica Federale di Jugoslavia(1992-2003): dal 1954 al 2003, quando venne cambiata in SCG (Serbia e Montenegro) |
| ZR    | Zaire dal 1973: nel 1980 cambiata in ZRE |
| ZRE   | Zaire dal 1980: nel 1999 cambiata in CGO |